# Hebelomina
Hebelomina is een monotypisch geslacht van schimmels behorend tot de familie Hymenogastraceae. Het bevat alleen Hebelomina maderaspatana. De typesoort is H. domardiana, maar later is deze soort heringedeeld naar het geslacht Hebeloma.